# Lillian Moller Gilbreth
Lillian Evelyn Moller Gilbreth (Oakland, 24 de maio de 1878, Phoenix, 2 de janeiro de 1972) foi uma psicóloga e engenheira industrial estadunidense. Foi uma das primeiras engenheiras no país a ter um doutorado em psicologia, sendo a primeira a trabalhar com psicologia industrial e organizacional. 
Lillian e seu marido Frank Bunker Gilbreth eram especialistas em eficiência, tendo dado contribuições significativas para a engenharia industrial, com melhoras na ergonomia e design de equipamentos. Foram pioneiros em estudos de tempo e movimento.

## Formação
Lillian estudou na Universidade da Califórnia em Berkeley, ainda morando em Oakland, com os pais. Formou-se em 1900, com bacharelado em Literatura Inglesa, tendo sido a primeira oradora na universidade. Ao entrar no mestrado na Universidade Columbia, Lillian entrou em contato com tópicos em psicologia com Edward Thorndike. Infelizmente, ela ficou doente e acabou terminando o mestrado em literatura em casa, pela Universidade da Califórnia.
Conheceu seu futuro marido em Boston, Massachusetts, em junho de 1903 e casou-se com ele em 19 de outubro de 1904, em Oakland. Lillian tentou obter um doutorado pela Universidade da Califórnia, em 1911, mas não preenchia os requisitos necessários para os candidatos. Sua tese foi depois publicada como A Psicologia da Gestão. Seu doutorado viria apenas em 1915, pela Brown University. Foi uma das pioneiras na gestão industrial a receber o título de doutora.

## Trabalho
Lillian se utilizava de sua visão na engenharia e na psicologia para auxiliar engenheiros a enxergar a importância dos aspectos psicológicos no trabalho. Foi a primeira engenheira dos Estados Unidos a criar uma síntese entre perspectiva científica e psicologia. Aplicando princípios de gestão nas tarefas de casa, por exemplo, Lillian esperava oferecer maneiras mais simples, rápidas e fáceis de fazer o trabalho doméstico o que liberaria as mulheres a buscar empregos formais fora de casa.
Junto de seu marido, foi autora de diversos livros e sócia de empresa. No entanto, muitos dos livros eram creditados apenas a Frank, que nunca cursou faculdade, enquanto ela tinha doutorado, pois os editores acreditavam que um livro assinado por uma mulher não tinha credibilidade.
Lillian foi pioneira no que hoje é conhecido como psicologia organizacional. O casal se opôs às ideias de Frederick Winslow Taylor, criador do Taylorismo, pois acreditava que Taylor não levava em conta o fator humano na eficiência do trabalho industrial.
Seu trabalho incluía pesquisa de marketing para empresas como a Johnson & Johnson, em 1926 e focava seu esforços em auxiliar mulheres nos primeiros anos da Grande Depressão. Auxiliou companhias como a Macy's a gerenciar seus departamentos com maior eficiência e para a Johnson & Johnson trabalhou com lenços umedecidos de higiene íntima, além de gestão e treinamento de funcionários.
Junto do marido, eram consultores na empresa Gilbreth, Inc., onde conduziram estudos sobre tempo e movimentos. Investigaram também o impacto da fadiga nos funcionários e nos rendimentos de empresas, além de impactos na produção com melhorias na ergonomia.

### Gestão e economia doméstica
Os filhos do casal costumavam participar dos experimentos dos pais. Lillian foi fundamental no desenvolvimento da cozinha moderna, criando o triângulo de trabalho, o arranjo linear das cozinhas ainda em uso hoje. A ela é creditada a invenção de latas de lixo com pedais e as prateleiras internas dos refrigeradores, incluindo a bandeja de ovos e de manteiga. Foi dona de várias patentes, incluindo aquelas que melhoraram o abridor elétrico de latas e a mangueira de ejeção de lava-louças. Quando trabalhava na General Electric, ela entrevistou mais de quatro mil mulheres para desenvolver fogões, pias e outros equipamentos de cozinha com a altura e peso adequados.

### Voluntariado e trabalho para o governo
Seu trabalho para o governo começou como resultado de uma amizade de longa data com Herbert Hoover e sua esposa Lou Henry Hoover. Lillian participou da campanha presidencial de Herbert Hoover e durante sua administração, ela chefiou o comitê emergencial para trabalho do gabinete da presidência, em 1930, onde trabalhou com grupos de mulheres para reduzir o desemprego. Durante a Segunda Guerra Mundial, foi conselheira em vários grupos do governo, dando conselhos sobre educação e trabalho, especialmente a força feminina, já que muitos homens estavam no exterior servindo na guerra. Trabalhou também na gestão de Harry Truman no conselho administrativo de defesa civil. Na Guerra da Coréia, serviu no comitê de mulheres em serviço militar.

### Docência
Lillian sempre foi interessada em dar aulas. Como estudante de pós-graduação, fez vários cursos e obteve certificado de magistério, além de fazer um segundo doutorado em educação. Deu cursos de verão em Providence, Rhode Island, de 1913 a 1916. Deu várias palestras e cursos de capacitação no Sistema Gilbreth para membros da indústria e administradores. Depois da morte do marido, ela criou um curso formal em estudos de movimento, em janeiro de 1925.
Foi a primeira professora de engenharia na Universidade Purdue, onde seu marido costumava palestrar. Foi promovida a professora titular em 1940, dividindo seu tempo nos departamentos de engenharia industrial, psicologia industrial, economia doméstica e consultoria de carreira para mulheres. Foi também professora visitante na Universidade de Wisconsin-Madison, na escola de engenharia. Trabalhou em diversas universidades como convidada. Foi a primeira mulher palestrante do Instituto de Tecnologia de Massachusetts em 1964, aos 86 anos.

## Prêmios e honrarias
Durante a carreira, Lillian recebeu diversos prêmios e reconhecimentos, incluindo 23 títulos universitários honorários de universidades como a de Princeton, Michigan e Brown. Foi Aluna do Ano na Universidade da Califórnia, em 1954. Foi membro da Sociedade Americana de Engenheiros Mecânicos, a segunda mulher da sociedade, em 1926. A sociedade premiou a ela e seu marido, postumamente com a Medalha Henry Laurence Gantt, em 1944 por sua contribuição para a engenharia industrial. Em 1950, foi o primeiro membro honorário da Sociedade de Mulheres Engenheiras.
Em 1965, se tornou a primeira mulher eleita para a Academia Nacional de Engenharia dos Estados Unidos. No ano seguinte, recebeu a Medalha Hoover, um prêmio oferecido por cinco sociedades de engenharia, por suas contribuições ao estudo do movimento e na gestão industrial.

## Morte
Lillian faleceu em 2 de janeiro de 1972, em Phoenix, Arizona, aos 93 anos.